# L'Accordéoniste (chanson)
Pour les articles homonymes, voir L'Accordéoniste.
L'Accordéoniste est une chanson écrite et proposée à Édith Piaf en janvier 1940 par Michel Emer. La chanson s'inscrit parmi les grands succès de l'interprète.

## Histoire
Journaliste musical à Jazz-Tango et pianiste de jazz, Michel Emer a déjà travaillé pour Jean Sablon, Lys Gauty, Maurice Chevalier ou Tino Rossi. 
En 1939, malade, Michel Emer, qui est alors caporal, est en convalescence au lycée Lakanal de Sceaux, transformé en hôpital militaire. Grand admirateur de Piaf, il décide de lui écrire des chansons.
Alors qu'il est sur le point de partir au front, il contacte Édith Piaf et insiste pour la rencontrer. Piaf lui accorde sa chance et le laisse interpréter la chanson au piano, dans son appartement de la rue Anatole-de-La-Forge. Elle accroche tout de suite et décide de la chanter quelques jours après à Bobino. Initialement intitulée La fille de joie est triste, elle est rebaptisée L'Accordéoniste. Selon Robert Sabatier, qui est né rue Labat, ce serait bien le nom de la rue qui est dans la chanson, et pas « au coin de la rue là-bas ». 
En mai 1940, Édith Piaf enregistre le titre dans les studios Technisonor, avec Wal-Berg à l'orchestration et Gus Viseur à l'accordéon. Une autre version, traditionnellement utilisée dans les pressages commercialisés, reprennent la version en public à l'Olympia de 1955.

## Reprises
- Renée Lebas, en 1940[3]
- Claude Nougaro en 1985 la reprend sur scène (voir album Nougaro sur scène)[4]
- Sapho dans Sapho Live au Bataclan en 1986[5]
- Les Naufragés en 1990 sur l'album Ça baigne[6]
- Ute Lemper dans Illusions en 1992[7]
- Mireille Mathieu dans son album Mireille Mathieu chante Piaf de 1993, 2003 et 2012
- Michel Hermon sur son album Michel Hermon chante Piaf en 1995[8]
- Catherine Ribeiro sur son album Chansons de Légende en 1997[9]
- In-Grid dans son album La vie en rose de 2004[10]

## Hommage et postérité
- Léo Ferré chante le dernier vers dans À une chanteuse morte en 1967, son hommage à Piaf.